# Lantana chamissonis
Lantana chamissonis là một loài thực vật có hoa trong họ Cỏ roi ngựa. Loài này được Benth. ex B.D.Jacks. mô tả khoa học đầu tiên năm 1894.